# Береке (Павлодарская область)
Береке (каз. Береке, до 2017 года — Парамоновка) — село в Павлодарской области Казахстана. Расположено справа по течению в зоне канала Иртыш — Караганда имени К. И. Сатпаева, в 76 км к юго-западу от Павлодара и 70 км к западу от Аксу. Находится в подчинении городской администрации Аксу. Входит в состав Достыкского сельского округа. Код КАТО — 551643500.

## История
Село было основано переселенцами в 1914 году на урочище Тобет и названо по имени переселенца Парамона. Парамоновка была центральной усадьбой бывшего овоще-молочного совхоза «60 лет Октября», образованного в 1977 году в 60-ю годовщину Октябрьской революции. Совхоз был создан из части земель совхозов «Пограничник» и имени Куйбышева.

## Население
В 1985 году в селе жили 1657 человек, в 1999 году население села составляло 1836 человек (903 мужчины и 933 женщины). По данным переписи 2009 года, в селе проживало 1590 человек (746 мужчин и 844 женщины).